# Токош, Лубор
Лубор Токош (чеш. Lubor Tokoš; 7 февраля 1923, Штернберк (Оломоуцкий край) — 29 сентября  2003, Злин, Чехия) — чехословацкий и чешский актёр театра, кино и радио.

## Биография
В начале Второй мировой войны поступил на работу в городской театр Брно, сначала был рабочим сцены, затем — суфлёром, статистом.
До 1985 года выступал на сценах театров Брно, Годонина , Угерске-Градиште, Остравы, Оломоуца, Праги и Злина. Вёл программы на Пражском радио. Исполнитель многочисленных театральных ролей.
Начиная с 1948 года, сыграл более, чем в 60 кинофильмах. Обладал характерным тембром голоса, благодаря чему сыграл в кино много ролей стариков и дедушек.

## Избранная фильмография
- 1950 — Отличная возможность / Veliká prílezitost — Вотипка
- 1951 — Щука в пруду / Stika v rybníce — радиорепортёр
- 1958 — Тайна острова Бэк-Кап — Симон Харт, инженер
- 1960 — Три тонны пыли / Tři tuny prachu
- 1960 — Скорый до Остравы / Rychlík do Ostravy
- 1961 — Репортаж с петлёй на шее / Reportáz psaná na oprátce — дядюшка Зика
- 1961 — Чёрная суббота / Cerná sobota — капитан Драгота
- 1962 — В этом году в сентябре / Letos v září
- 1963 — Прага в решающий час / Praha nultá hodina — Юрий Земан, доктор
- 1963 — В сентябре этого года / Letos v září — отец
- 1970 — Молот ведьм — Сэттлер
- 1970 — Ухо / Ucho
- 1970 — Четырёх убийств достаточно, дорогая — бандит
- 1973 — Эликсир дьявола
- 1980 — Маргаритки для хозяйки усадьбы / Kopretiny pro zámeckou paní — дедушка
- 1986 — Смерть прекрасных косуль / Smrt krásnych srncu
- 1987 — О принцессе Ясенке и летающем сапожнике / O princezne Jasnence a létajícím sevci — Король
- 1987 — Маг / Mág — Титце
- 1987 — Сокровище рыцаря Милоты / Poklad rytíře Miloty — дед Яносик
- 1988 — Не хнычь, Белочка! — дедушка
- 1999 — Золотых дел мастер Ондра / Zlatník Ondra — Король
- 2003 — Дорога была сухая, местами влажная / Cesta byla suchá, místy mokrá

## Награды
- В 2002 году удостоен премии Талия за многолетний вклад в развитие драматического искусства.
- Почётный гражданин Злина (2003).